# Pygomeles
Pygomeles is een geslacht van hagedissen uit de familie skinken (Scincidae).

## Naam en indeling
De wetenschappelijke naam van de groep werd voor het eerst voorgesteld door Alfred Grandidier in 1867. Er zijn drie soorten, de soort Pygomeles trivittatus werd lange tijd tot het geslacht Scelotes en later tot het niet langer erkende geslacht Androngo gerekend, deze skink staat in een aantal bronnen onder de verouderde naam bekend.

## Uiterlijke kenmerken
Deze hagedissen hebben een slangachtig lichaam met kleine pootjes. Pygomeles braconnieri heeft alleen achterpoten en de voorpoten zijn verdwenen. Pygomeles petteri heeft helemaal geen poten meer.

## Verspreiding en habitat
Alle soorten komen endemisch voor op het Afrikaanse eiland Madagaskar.
Door de internationale natuurbeschermingsorganisatie IUCN is aan alle soorten een beschermingsstatus toegewezen. Twee soorten worden beschouwd als 'veilig' (Least Concern of LC) en de soort Pygomeles petteri staat te boek als 'bedreigd' (Endangered of EN).

## Soorten
Het geslacht omvat de volgende soorten, met de auteur en het verspreidingsgebied.
| Naam                  | Auteur                  | Verspreidingsgebied       |
| --------------------- | ----------------------- | ------------------------- |
| Pygomeles braconnieri | Grandidier, 1867        | Madagaskar                |
| Pygomeles petteri     | Pasteur & Paulian, 1962 | Noordwestelijk Madagaskar |
| Pygomeles trivittatus | Boulenger, 1896         | Zuidelijk Madagaskar      |